# 草間時彦
草間 時彦（くさま ときひこ、1920年（大正9年）5月1日 - 2003年（平成15年）5月26日）は、神奈川県出身（実際は東京生まれ）の俳人。

## 経歴
東京府に生まれ、神奈川県鎌倉で育つ。祖父・草間時福は愛媛県松山英学校（のちの松山中学）の校長を務めた後、東京で民権派ジャーナリストとして活躍した人物で、「渋柿」の俳人でもあった。父草間時光は水原秋桜子に師事した俳人で鎌倉市長を務めたこともある。
結核のため20歳で学業を断念、旧制武蔵高等学校中退。逗子にて療養し文学に熱中。1949年、水原秋桜子に師事して俳句を始める。同年結婚。1951年、三井製薬に入社、25年の間サラリーマンとして勤める。1953年、秋桜子の「馬酔木」を退会、55年、復刊した「鶴」に入会し石田波郷に師事。1955年、第2回鶴賞受賞。俳句のほか随筆、評論でも健筆をふるう。
1975年、俳人協会常務理事。1976年、「鶴」同人を辞し無所属。1978年、俳人協会理事長に就任（93年まで）、俳句文学館の建設に尽力。1987年、鴫立庵第21世庵主。同年に訪米、以後たびたび欧米を訪れ、国際俳句交流協会顧問も務めた。1999年、句集『盆点前』により第14回詩歌文学館賞、2002年、句集『瀧の音』により第37回蛇笏賞受賞。2003年5月26日、腎不全により鎌倉の病院にて死去。
代表句に「冬薔薇や賞与劣りし一詩人」「大粒の雨が来さうよ鱧の皮」など。勤め人としての自身の生活を詠んだ句が「サラリーマン俳句」と呼ばれ、また無所属となって以降好んで作った料理に関する句が「グルメ俳句」と呼ばれ親しまれた。句風は軽妙洒脱ながら、その底流には病や戦争、肉親との死別を経たことによる、死を近しく感じて生きる態度がある。晩年は久保田万太郎風のしみじみとした句境に至った（『現代俳句大事典』「草間時彦」より）。

## 句集

### 序数句集
- 『中年』 竹頭社、1965年
- 『淡酒』 私家版、1971年
- 『櫻山』 永田書房、1974年
- 『朝粥』 東京美術、1979年
- 『夜咄』 東京美術、1986年
- 『典座』 永田書房、1992年
- 『盆点前』 永田書房、1998年
- 『瀧の音』 永田書房、2002年

### 選集など
- 『草間時彦集』 俳人協会〈自註現代俳句シリーズ〉、1981年
- 『花神コレクション〔俳句〕　草間時彦』 花神社、1994年
- 『草間時彦集』 俳人協会〈自註現代俳句シリーズ続編〉、1998年
- 『池畔』 ふらんす堂〈ふらんす堂文庫〉、2003年
- 『草間時彦集』 俳人協会〈脚註名句シリーズ〉、2007年